# Agustín García Malla
Agustín García y Díaz (Malla) (Vallecas, 1886-Lunel, 1920) fue un torero español.

## Biografía

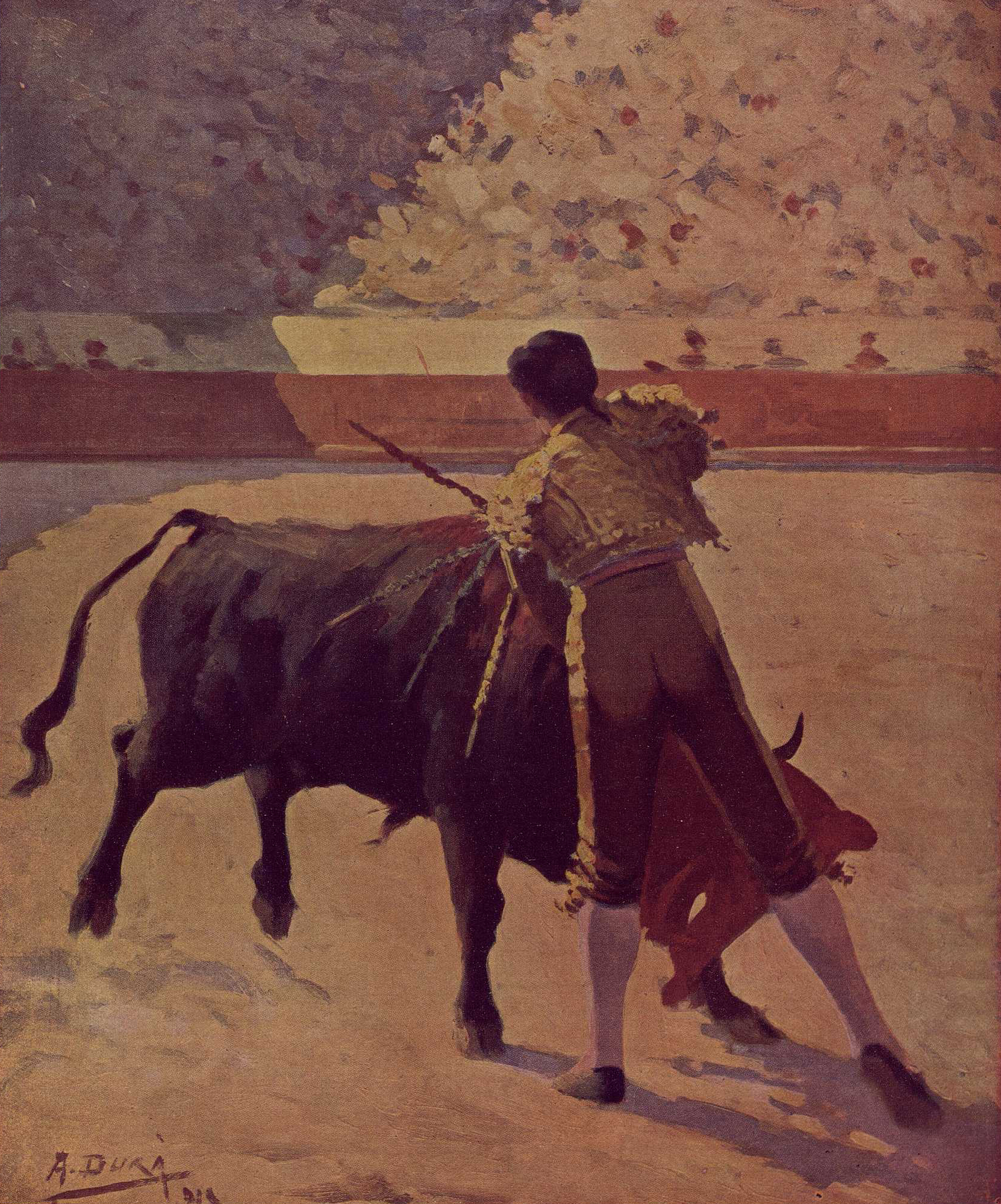
Malla en una corrida en Barcelona el 2 de mayo de 1915

Nació el 29 de agosto de 1886 en Vallecas, donde era considerado «el ídolo popular». Tomó la alternativa el 27 de marzo de 1910 en la plaza de toros de Carabanchel y la confirmó el 17 de mayo de 1911. De estilo «serio y sobrio», Malla, que sufrió varias cornadas a lo largo de su carrera taurina, falleció tras recibir la cogida de un toro el 4 de julio de 1920 en la localidad francesa de Lunel.